# Tratado de Paris (1951)
O Tratado de Paris (1951) foi assinado em 18 de abril de 1951 e foi fundada a Comunidade Europeia do Carvão e do Aço (CECA).
| Assinado Em vigor Tratado          | 1948 Tratado de Bruxelas                                        | 1951 1952 Tratado de Paris      | 1954 1955 Modificações no Tratado de Bruxelas | 1957 1958 Tratado de Roma                     | 1965 1967 Tratado de Fusão                    | 1975 N/A Conclusão do Conselho Europeu        | 1985 Tratado de Schengen                     | 1986 1987 Ato Único Europeu                  | 1992 1993 Tratado de Maastricht              | 1992 1993 Tratado de Maastricht | 1997 1999 Tratado de Amesterdão | 2001 2003 Tratado de Nice | 2007 2009 Tratado de Lisboa | 2007 2009 Tratado de Lisboa |  |
|                                    |                                                                 |                                 |                                               |                                               |                                               |                                               |                                              |                                              |                                              |                                 |                                 |                           |                             |                             |  |
| Os Três Pilares da União Europeia: |                                                                 |                                 |                                               |                                               |                                               |                                               |                                              |                                              |                                              |                                 |                                 |                           |                             |                             |  |
| Comunidades Europeias              |                                                                 |                                 |                                               |                                               |                                               |                                               |                                              |                                              |                                              |                                 |                                 |                           |                             |                             |  |
|                                    | Comunidade Europeia da Energia Atómica (EURATOM)                |                                 |                                               |                                               |                                               |                                               |                                              |                                              |                                              |                                 |                                 |                           |                             |                             |  |
|                                    |                                                                 |                                 | Comunidade Europeia do Carvão e do Aço (CECA) | Comunidade Europeia do Carvão e do Aço (CECA) | Comunidade Europeia do Carvão e do Aço (CECA) | Comunidade Europeia do Carvão e do Aço (CECA) | Tratado expirou em 2002                      | Tratado expirou em 2002                      | Tratado expirou em 2002                      |                                 | União Europeia (UE)             | União Europeia (UE)       |                             |                             |  |
|                                    |                                                                 |                                 | Comunidade Económica Europeia (CEE)           |                                               |                                               |                                               |                                              |                                              |                                              |                                 | União Europeia (UE)             | União Europeia (UE)       |                             |                             |  |
|                                    |                                                                 |                                 |                                               | Acordo de Schengen                            |                                               |                                               | Comunidade Europeia (CE)                     | Comunidade Europeia (CE)                     |                                              |                                 | União Europeia (UE)             | União Europeia (UE)       |                             |                             |  |
|                                    |                                                                 | TREVI                           | TREVI                                         | TREVI                                         | Justiça e Assuntos Internos (JHA)             |                                               | Comunidade Europeia (CE)                     | Comunidade Europeia (CE)                     |                                              |                                 | União Europeia (UE)             | União Europeia (UE)       |                             |                             |  |
|                                    | Cooperação entre Polícia e Justiça em Matérias Criminais (PJCC) | TREVI                           | TREVI                                         | TREVI                                         | Justiça e Assuntos Internos (JHA)             |                                               |                                              |                                              |                                              |                                 | União Europeia (UE)             | União Europeia (UE)       |                             |                             |  |
|                                    |                                                                 |                                 |                                               |                                               | Cooperação Política Europeia (CPE)            | Política Externa e de Segurança Comum (CFSP)  | Política Externa e de Segurança Comum (CFSP) | Política Externa e de Segurança Comum (CFSP) | Política Externa e de Segurança Comum (CFSP) |                                 | União Europeia (UE)             | União Europeia (UE)       |                             |                             |  |
| Organismos não consolidados        | Organismos não consolidados                                     | União da Europa Ocidental (UEO) | União da Europa Ocidental (UEO)               | União da Europa Ocidental (UEO)               | União da Europa Ocidental (UEO)               | União da Europa Ocidental (UEO)               | União da Europa Ocidental (UEO)              |                                              |                                              |                                 |                                 | União Europeia (UE)       |                             |                             |  |
| Organismos não consolidados        | Organismos não consolidados                                     | União da Europa Ocidental (UEO) | União da Europa Ocidental (UEO)               | União da Europa Ocidental (UEO)               | União da Europa Ocidental (UEO)               | União da Europa Ocidental (UEO)               | União da Europa Ocidental (UEO)              | Tratado encerrado em 2011                    |                                              |                                 |                                 |                           |                             |                             |  |
|                                    |                                                                 |                                 |                                               |                                               |                                               |                                               |                                              |                                              |                                              |                                 |                                 | v d e                     |                             |                             |  |